# باشگاه فوتبال لامبورن
باشگاه فوتبال لامبورن (به انگلیسی: Lambourn Sports Football Club) یک باشگاه فوتبال در شهر لامبورن، کشور انگلستان است که در سال ۱۹۰۹ میلادی تأسیس شده‌است.